# 于海明正当防卫案
于海明正当防卫案，或称于海明致刘海龙死亡案、昆山砍人案、昆山反殺案、昆山“龙哥”案，是2018年8月27日发生于中国江苏省昆山市夜晚的一起刑事案件。事件当事人刘海龙因交通纠纷与于海明发生争执，之后刘海龙用砍刀打击于海明时脱手，被于海明反击砍杀。最终于海明反击刘海龙的行为被当地警方认定为正当防卫，依法撤案。此事也引发了中国网络上的激烈讨论。

## 主要当事人
死者刘海龙，1982年出生于甘肃省镇原县，事发后被网民、媒体称为“纹身宝马男”、“昆山龙哥”、“花臂男”等，案发前在昆山陆家镇合丰村經營著一家典当行，居住于昆山陆家镇某小区。刘海龙生前曾留有多次案底，自2001年至2014年间至少5次被捕，刑期累计已超过10年。但其生前也曾获昆山市见义勇为基金会颁发的证书。
另一主要当事人于海明，1977年生，陕西省宁强县人，被网友称为“电车男”。案发前同样居住于昆山，在昆山一家名为“昆城一品国际宴会中心”的酒店担任业务经理，负责水电工程。

## 案发经过
2018年8月27日21:35左右，于海明下班后骑行电动自行车回家。与此同时，刘海龙在醉酒后驾驶一辆牌照为「皖A·P9G57」的宝马轿车，同车还有三名其他乘客。刘海龙驾车沿昆山市震川路西行至顺帆路路口时，向右强行闯入非机动车道，与正常骑行电动自行车的于海明险些碰擦。
刘海龙下车与于海明发生争执，经同行人员劝解返回车辆时，刘海龙突然下车，上前推搡和踢打于海明，并不顾他人劝阻持续追打于海明，而与刘海龙同车的刘强强随后也参与了殴打。于海明见状被迫还击，并指责刘海龙等人“太欺负人”。
眼见于海明做出抵抗，刘海龙返回宝马轿车的後座取出一把砍刀，开始用刀背擊打于海明，致其受伤。然而在过程中砍刀甩脱，于海明抢到砍刀，并在七秒鐘內连砍刘海龙五刀。刘海龙受伤后跑回宝马轿车，于海明继续追砍兩刀均未砍中，其中一刀砍中汽车。
刘海龙被砍伤后，跑向宝马轿车东北侧30余米处的绿化带内并倒地。于海明返回宝马轿车，将车内刘海龙手机取出放入自己口袋，在警方到达现场后将劉的手机和砍刀主动交给出警的民警。据于海明称，拿走刘海龙的手机是为了防止对方打电话召集人员报复。于海明的同事柯某第一时间在现场报警，于海明也拨打电话，将自己“出事”的消息告诉了工作单位的老板。

## 案发后
事发后，于海明与刘海龙均被送院医治。刘海龙最终于当日伤重身亡，法医鉴定结果为刀伤引起的失血性休克。昆山警方当晚拘捕了于海明。刘海龙的姐姐和父亲已去苏州，其母当时还不知此事。刘海龙的一位朋友告诉记者，“刘海龙身后事还未处理，要打官司”。
警方提供的審訊影音檔显示，被拘留期间，于海明表示自己的心情“很低落”。事发后第四天，看守所中的他得知刘海龙的死讯时，以为要“杀人偿命”，开始崩溃大哭，并表示“脑子一下子就蒙了”“从来没想过这辈子会杀人”。
事件发生后，网络上出现了一系列流言，其中以“刘海龙与涉黑团伙‘天安社’有关”的传言流传最广。但据天安社核心成员表示，刘海龙与天安社毫无关联，而且天安社早在2017年3月就已经被北京警方取缔。

### “正当防卫”及“防卫过当”的争议
该事件也引发了关于于海明的行为是否属于正当防卫的讨论。《中华人民共和国刑法》第二十条规定：
|  | 为了使国家、公共利益、本人或者他人的人身、财产和其他权利免受正在进行的不法侵害，而采取的制止不法侵害的行为，对不法侵害人造成损害的，属于正当防卫，不负刑事责任。 正当防卫明显超过必要限度造成重大损害的，应当负刑事责任，但是应当减轻或者免除处罚。 对正在进行行凶、杀人、抢劫、强奸、绑架以及其他严重危及人身安全的暴力犯罪，采取防卫行为，造成不法侵害人伤亡的，不属于防卫过当，不负刑事责任。 |

支持正当防卫说的一方认为，整个案件具有连续性，不可将于海明夺刀及砍杀的行为分开来看。另外，从当事人角度考虑，于海明夺刀后仍可能感到不安，不能排除刘海龙事后再寻机报复的可能，甚至不能排除刘海龙跑向汽车的目的是否包含寻找更多武器，或呼叫车上人员下车继续殴打于海明，故砍杀刘海龙的行为仍属正当防卫（一般称为“特殊防卫”）。
反对方则认为，若当事人的防卫发生在侵害之前，则属于假想防卫；若侵害已经过去，就属于事后防卫。亦即在本案中，于海明抢过刀，将对方逼退之前的行为，均属正当防卫；但当对方驱离时还追着砍，则可能构成防衛過當（故意伤害）。

## 调查结果
2018年9月1日，昆山警方发布《警方通报》。通报称，“2018年8月27日昆山市震川路于海明致刘海龙死亡案，备受社会舆论关注。公安机关经过缜密侦查，并商请检察机关提前介入”。通报中还表示，刘海龙的的不法侵害是一个持续的过程；刘海龙砍刀甩落在地后，又上前抢刀，被致伤后仍没有放弃侵害的迹象。于海明的人身安全一直处在刘海龙的暴力威胁之中，夺刀后，7秒内捅刺、砍中刘海龙的5刀，与追赶时未砍中的两刀，尽管时间上有间隔、空间上有距离，但这是一个连续行为；于海明事后搜寻刘海龙手机的目的是防止对方纠集人员报复、保护自己的人身安全，符合正当防卫的意图。综上，刘海龙的行为属于刑法意义上的“行凶”；于海明的行为属于正当防卫。公安机关依法撤销于海明案件。另与刘海龙同车并参与殴打于海明的刘强强被行政拘留十日。
同日，昆山市人民检察院也发布通报。通报中认定于海明的行为确属正当防卫，并认为警方的撤案处理符合法律规定。9月2日，昆山市公安局的办案民警表示，警方已经解除于海明刑事强制措施，于海明“身体状态良好”。于海明就职的昆山一品宴会中心表示会为他保留职位，也会尊重他个人的意愿。

## 其他
事件发生后，微博用户“李嘉臣”发布消息称“骑车者于海明家庭困难，已向其哥哥资助30万供孩子看病”。但《新京报》记者采访于海明的哥哥，证实此为假消息，于海明的哥哥从未接受别人的资助。之后新浪微博表示“李嘉臣”“发布不实信息且情节恶劣”，对其进行了永久禁言处理。随后迫于压力，发布诈捐信息的当事人李某涛（即“李嘉臣”）到广东省恩平市公安局投案自首，并被警方处以行政拘留十日的处罚。
2018年12月19日，中华人民共和国最高人民检察院印发第十二批指导性案例，全部与正当防卫认定标准有关，本案位列其中。